# Peter Rosazza
Peter Anthony Rosazza (ur. 13 lutego 1935 w New Haven, Connecticut) – amerykański duchowny katolicki, biskup pomocniczy Hartford w latach 1978-2010.

## Życiorys
Święcenia kapłańskie otrzymał 29 czerwca 1961 i inkardynowany został do rodzinnej archidiecezji.
28 lutego 1978 papież Paweł VI mianował go biskupem pomocniczym Hartford ze stolicą tytularną Oppidum Novum. Sakry udzielił mu ówczesny metropolita John Francis Whealon. Na emeryturę przeszedł 30 czerwca 2010.